# 電子遊戲發行商
游戏发行商（或称游戏出版商）是出版和发行电子游戏的公司，有的由游戏开发商发展而来，也有的在其下面设立游戏开发商。 
与图书出版商或DVD电影发行商一样，电子游戏发行商负责其产品的制造和市场营销，包括市场研究和广告的各个方面。他们通常投资开发，有时投资给游戏开发者（发行商称之为“外部开发”），有时候投资给内部“工作室”开发人员。大型电子游戏发行商还分配他们要发布的游戏，而一些较小的发行商却是租用分配方公司（或较大的电子游戏发行商）分配他们要发布的游戏。发行商决定是否授予许可和支付报酬取决于开发者的其他职能，通常包括游戏所利用到的：本地化；排版，印刷，还可能有用户手册的编写；和产品的平面设计要素，如包装盒设计。大型发行商也尝试着提高开发团队内外的效率，通过提供音效设计服务，常用功能的代码包。
由于发行商通常投资开发，所以经常试着管理生产者或项目经理人员的开发风险，以监测开发者的进展情况，评论正在进行的开发，和提供必要的协助。外部电子游戏开发商制作了大多数电子游戏并定期收取版税。当开发达到一定的阶段时，开发商收取版税，这一阶段称为里程碑。

## 企业风险
随着企业运转，电子游戏发行也伴随着高风险：
- 每年圣诞节的旺季销量，可达游戏行业总年销量的一半，导致每到一年的第四季度，各种类别的游戏都在上演高品质的竞争后出现集中过剩现象。

- 由于软件开发中时间因素的不确定，所以产品延误是非常常见的。大多数发行商遭受过“跳票”，当开发人员保证游戏开发公司会在某一日期完成，上市计划就确定了，包括广告的委托和广告费用，这时开发人员却宣布游戏将“延误”到原定日期的几个月以后。当游戏终于面世了，销量却随着消费者对新游戏的热情和购买欲望消退而萎靡，由于兴趣不再导致销售疲软。这方面的一个例子是PSP版的《蜘蛛侠3》。如果游戏打算在圣诞销售旺季推出，实际上却延误到下一年度，这些问题就复杂化了。有些开发商（特别是id和Epic）缓解这一问题的方法是：只说，某游戏“只要完成了”（when it's done）就发行 ，只在游戏交付量产时宣布确切的日期。

- 在过去的十五年，越来越多的“大作驱动模式”成了业界的共识。消费者购买销售最好和品質最高的游戏，因此减少购买同类型的其他游戏。每个游戏发行商尝试确保其游戏能成为在其类别的第一位,导致了更大的游戏开发预算。許多廠商因此被迫收購。

- 游戏的生产成本正变得越来越昂贵。在“次世代”的游戏机中，尤其是Playstation 5和Xbox Series X/S，有比前代游戏机更先进的图形处理能力，但要想利用这种能力需要一个比开发简单的游戏机上早先的游戏规模更大的团队。为了竞争这些游戏机上最好的游戏，出现了更多的人物动画；所有人物必须用高程度细节的模型；更多的纹理；整个艺术流水线必须更加复杂以符合法线贴图的建立，为了游戏中的世界更逼真需要复杂的编程代码，并尽可能让一切准确和迅速。在这一代的游戏机，游戏预算通常需要數千萬，甚至過億美元。例如，美国动视的《蜘蛛侠3》 ，开发成本3500万美元，不计算交易和销售的成本。[1]每个游戏的投资，就像一个大的赌博，并且取得成功的压力很大，一定程度上限制了創意。為了節約成本，重複使用模組、引擎作設計的作法無法引發產業技術進步。同時，續集持續推出不斷、遊戲舊瓶裝新酒的現象也增加了。

- 与越来越贵的“一线”AAA级的游戏不同的是，休闲游戏是一种更小更简单的游戏，有PC发行版和游戏机下载版。此外，与PlayStation 3和Xbox 360同世代推出的任天堂的Wii游戏机，开发预算较小，Wii创新的重点围绕着使用Wii Remote，而不是周围的图形处理流水线。

- 有了为电子游戏机发行的游戏，就有游戏发行商为大量的存货风险承担负担。所有重要的游戏机制造商已经垄断了为他们的游戏机的每一个游戏的制造，并要求所有的发行商为每个游戏的制造支付专利费，1985年，任天堂及其FC游戏机开了先河。专利费必须在制造的时候支付，而在所有的其他行业，专利费是在产品实际销售后支付，更重要的是，支付了专利费的游戏不一定卖给消费者。所以，如果一个游戏发行商订单100万份的游戏，但其中一半不出售，发行商已经全额支付游戏机制造商100万份游戏的使用费，并已承担了成本。

## 投资者利益
众多的电子游戏发行商在股市公开交易。作为一个群体，他们有时好时坏的表现。目前，美国艺电（EA）是当前美国大型公司中唯一在标准普尔500指数多种名单上有名的第三方发行商。
由于以下两个原因，游戏发行商股票的炒作已经令人窒息：
- 在20世纪90年代初期，CD-ROM驱动器的引进爆发了多媒体炒作革命，将互动娱乐带给了大众。一些好莱坞电影工作室组成“互动节目派”在据称是正蓬勃发展的新媒体中盈利。在高价生产了一些重“全动态视频”内容，但轻游戏体验质量的游戏后，这一派的大多数垮台了。

- 20世纪90年代末的互联网时代，在美国，游戏的销售的收入首次超过了电影票房收入，当时科技公司一般被炒作包围着。但是，同许多互联网公司一样，电子游戏发行商没有看到股票价格上升。这可能是因为电子游戏发行被视为一个更加成熟、前景相当被看好的产业，而不是典型的、令人兴奋的、前景不明且云里雾里的互联网企业模式。虽然许多科技股在2000年初的互联网泡沫中损失惨重，而电子游戏发行类的股票价格集体恢复；几个规模较大的发行商，如EA和Take2在2000年中期达到了历史最高水平。

## 游戏发行商排行榜
2023年主要遊戲發行商的營收情況：
| 2017年 | 发行商名称 | 利潤      |
| ------ | ---------- | --------- |
| 1      | 騰訊       | USD 300億 |
| 2      | 索尼       | USD 183億 |
| 3      | 微軟       | USD 150億 |
| 4      | 蘋果公司   | USD 145億 |
| 5      | 網易       | USD 106億 |
| 6      | Google     | USD 83億  |
| 7      | EA         | USD 76億  |
| 8      | 任天堂     | USD 63億  |
| 9      | Take Two   | USD 46億  |
| 10     | Nexon      | USD 29億  |

## 早期著名发行商
- 3D Realms
- 3DO（游戏机制造商）（已倒闭）
- Acclaim Entertainment （已倒闭）
- Accolade（被英宝格旗下的雅达利收购）（已倒闭）
- 雅达利（游戏机制造商）（英宝格将其收购并使用雅达利的名称）
- Coleco（游戏机制造商）（已倒闭）
- Compedia
- Crystal Dynamics（子公司）
- 艾尼克斯（与史克威尔合并，更名为史克威尔艾尼克斯）
- Epyx
- Gathering of Developers（GOD）（被Take-Two Interactive买下）
- Gremlin Interactive
- GT Interactive
- Hasbro Interactive（被英宝格收购）
- Iguana Entertainment
- Infocom（被美国动视收购）
- Imagic
- Interceptor Micros
- Interplay Productions
- Mattel Electronics（游戏机制造商）
- 美泰儿（电脑软件）
- Maxis（被美国艺电收购）
- Melbourne House（电脑游戏和书籍）
- Microprose（被Hasbro Interactive收购）
- Mindscape, Inc.
- MUSE Software
- N.3.V Publishing
- Origin Systems（被美国艺电收购）
- Penguin Software
- Psygnosis
- Spectrum Holobyte（被Hasbro Interactive收购）
- 史克威尔艺电（由史克威尔与美国艺电合资成立，随后重新由史克威尔拥有并与艾尼克斯合并为史克威尔艾尼克斯。）
- Strategic Simulations, Inc.（SSI）
- TECHNŌS JAPAN（已倒闭）（被Atlus收购）
- US Gold（被Eidos Interactive收购）
- 维珍互动娱乐
- 西木工作室

其中一些发行商倒闭，或被其他公司收购买/合并，因此不再用原有的名称。